# Holy Mountain
Holy Mountain è un singolo del gruppo musicale britannica Noel Gallagher's High Flying Birds, il primo estratto dall'album Who Built the Moon? del 2017. Il brano, scritto da Noel Gallagher e prodotto da David Holmes, è stato pubblicato il 9 ottobre 2017 in download digitale e il successivo 24 novembre nel formato 33 giri.

## La canzone
È la seconda traccia del disco. Al riguardo Gallagher ha dichiarato:
Il brano è stato paragonato a Ça plane pour moi di Plastic Bertrand.

## Video musicale
Il videoclip, diretto da Julian House, è stato diffuso l'11 ottobre 2017 su YouTube tramite il canale Vevo dell'artista. Secondo quanto dichiarato dal produttore David Holmes sulla propria pagina Facebook ufficiale, per le riprese sono state utilizzate le attrezzature originali con cui era realizzata la celebre trasmissione televisiva Top of the Pops negli anni settanta.

## Tracce
Lato A
1. Holy Mountain – 3:54 (Noel Gallagher)
2. Holy Mountain (versione strumentale) – 3:54 (Noel Gallagher)

Lato B
1. Dead in the Water (Live at RTÉ 2FM Studios, Dublin) (Noel Gallagher)

## Classifiche
| Classifica (2017)         | Posizione massima |
| ------------------------- | ----------------- |
| Giappone                  | 77                |
| Regno Unito               | 31                |
| Regno Unito (download)    | 23                |
| Regno Unito (independent) | 4                 |
| Scozia                    | 10                |